# Giuliana Altamura
Giuliana Altamura (Bari, 18 gennaio 1984) è una scrittrice italiana.

## Biografia
Vive a Bari fino alla maturità classica, diplomandosi in violino presso il Conservatorio Niccolò Piccinni. Nel 2002 si trasferisce a Milano, dove si laurea in lettere moderne e si specializza in filologia presso l’Università Cattolica del Sacro Cuore.
Nel 2009, presso la stessa università, consegue il master in International Screenwriting and Production.
Nel 2013 è dottore di ricerca in discipline artistiche, musicali e dello spettacolo presso l’Università degli studi di Torino, con una tesi sul teatro simbolista francese.
Esordisce nel 2014 con il romanzo Corpi di Gloria (Marsilio Editori), vincitore del Premio Rapallo Carige Opera Prima. Nella motivazione del premio si legge: «L'indolenza dell'estate del Sud abbaglia i corpi di un gruppo di giovani ventenni. Siamo in Puglia, nel villaggio di Riva Marina e la scrittura asciutta e lineare di Giuliana Altamura segue le storie di due fratelli, Gloria e Andrea, i legami di famiglia e due geografie che collidono: l'Italia del Sud e l'America di Los Angeles. La scrittrice barese esordisce in letteratura con una storia stilisticamente matura, che entra con forza dentro le maglie di una “gioventù bruciata” e nelle dinamiche familiari».
Nel 2017 pubblica il suo secondo romanzo, L’orizzonte della scomparsa (Marsilio Editori), ambientato tra il mondo della musica classica e quello dei reality show. Lodato dalla critica come «uno dei romanzi più belli e perturbanti scritti da un autore italiano», sviluppa una riflessione iper-contemporanea sul virtuale, sul significato dell’arte e sulle inquietudini della realtà che stiamo vivendo.
Il 15 febbraio 2022 Arnoldo Mondadori Editore pubblica L'occhio del pettirosso, il terzo romanzo della scrittrice che ha per protagonista un fisico del CERN ossessionato dall’idea di ottenere una visione quantica. Celebrato dalla critica per la sua «straordinaria arte di dare corpo all’inquietudine», rilegge in chiave contemporanea l’archetipo del Faust per raccontare con voce intimista la complessità del presente, tra fisica quantistica, alchimia e bitcoin.
Giuliana Altamura vive tra Milano e la Svizzera italiana, dove lavora anche come autrice nell’ambito dei new media (RSI, Human Kind Records e Institut International de Recherche sur la Radio et la Magie).

## Opere

### Romanzi
- L'occhio del pettirosso (2022, Arnoldo Mondadori Editore)[8]
- L'orizzonte della scomparsa (2017, Marsilio Editori)[9]
- Corpi di Gloria (2014, Marsilio Editori)[10]

### Racconti
- Flash, in Super e poi? (AA. VV., Associazione Quelli del Sabato, 2022)
- Stella, in Dieci racconti raminghi (AA. VV., «Lecceprima», settembre 2022)
- Sentenza, in «'Tina. La rivistina di Matteo B. Bianchi» n. 32 (2018)
- Sleeping beauty, in Inchiostro di Puglia (AA.VV., Caracò, 2015)
- Tutti i luoghi del mio abbandono, in Quello che hai amato (AA.VV., a cura di Violetta Bellocchio, Utet, 2015)

### Saggi e altri scritti
- Camillo Sbarbaro-Vanni Scheiwiller. Lettere 1954-1967, curatela (San Marco dei Giustiniani, 2017)
- Lugné-Poe e l’Œuvre simbolista (Accademia University Press, 2014)
- Il figurale a teatro. Bacon e l’evento sulla scena del Novecento, in «Mimesis Journal» n. 3 (2013)
- Studi sul teatro simbolista, ne «Il Castello di Elsinore» n. 64, (Edizioni di Pagina, 2011)
- La divina Eleonora nel Tempio dell’Arte. La Duse sulla scena parigina, in M. I. Biggi (a cura di), Eleonora Duse. Viaggio intorno al mondo (Skira, 2010)

### Podcast
- Bari, per Le città invisibili, con Antonella Lattanzi, Alessandra Minervini, Gianrico Carofiglio, Nicola Lagioia e Rocco Capri Chiumarulo (RSI Radiotelevisione svizzera, 2022)[11]
- Tarot, opera radiofonica su algoritmo randomico di Giuliana Altamura e Zeno Gabaglio (IIRRM Genève, 2021)[7]
- Urano, podcast di Giuliana Altamura con Elena Rivoltini e Zeno Gabaglio (Human Kind Records, 2018)[12]